# Ayódar
Ayódar (valencianisch: Aiòder) ist eine Gemeinde (Municipio) mit 182 Einwohnern (Stand: 2024) in der Provinz Castellón in der spanischen autonomomen Region Valencia. 

## Geographie
Ayódar liegt etwa 23 Kilometer westlich der Provinzhauptstadt Castellón de la Plana und etwa 46 Kilometer nördlich von Valencia im Bezirk Alto Mijares in einer Höhe von ca. 230 m.

## Sehenswürdigkeiten
Zu den Sehenswürdigkeiten gehören zum Beispiel die Burgruine von Ayódar, die Vinzenzkirche und der Turm des früheren Dominikanerkonvents.

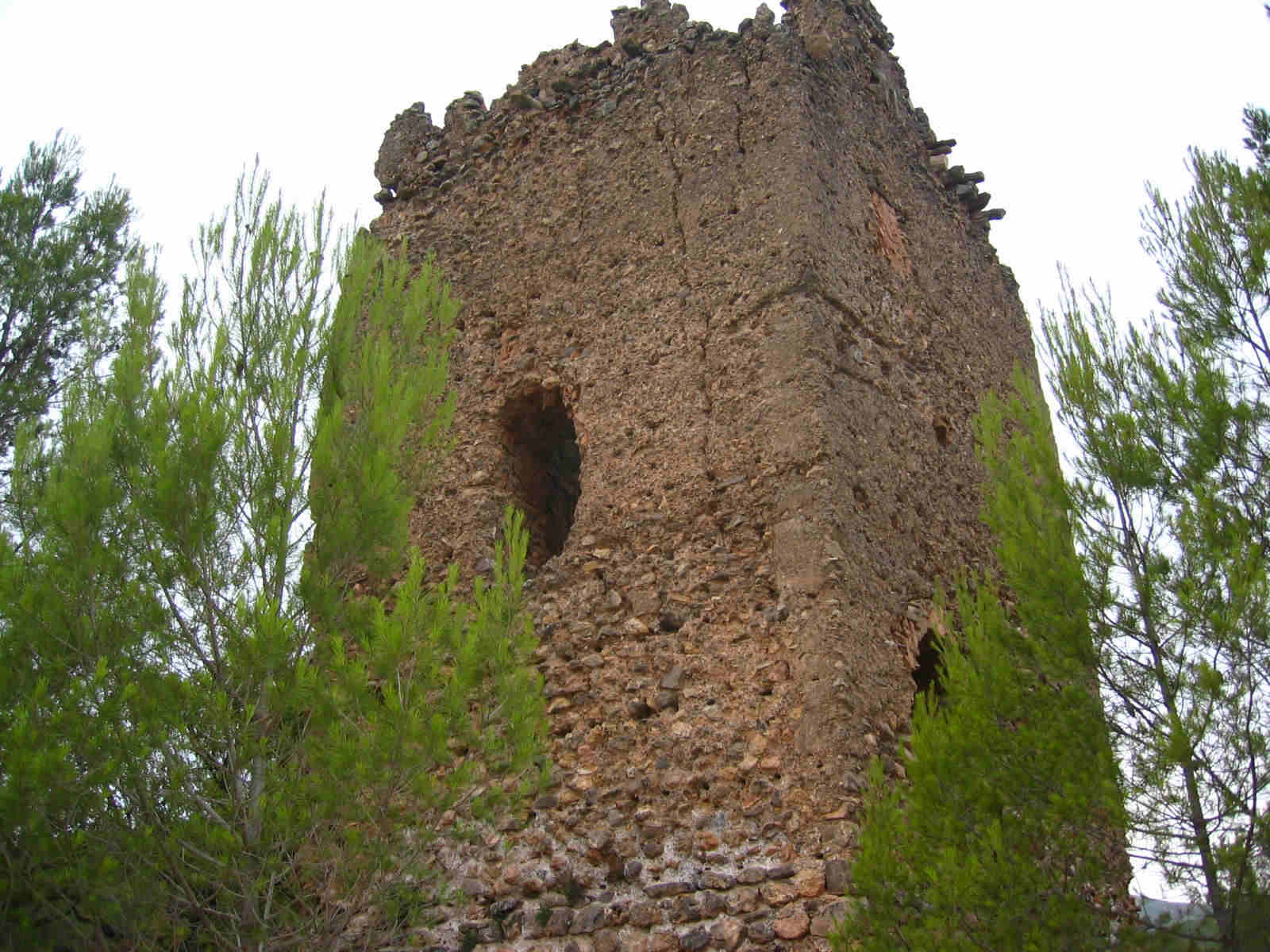
Burgruine
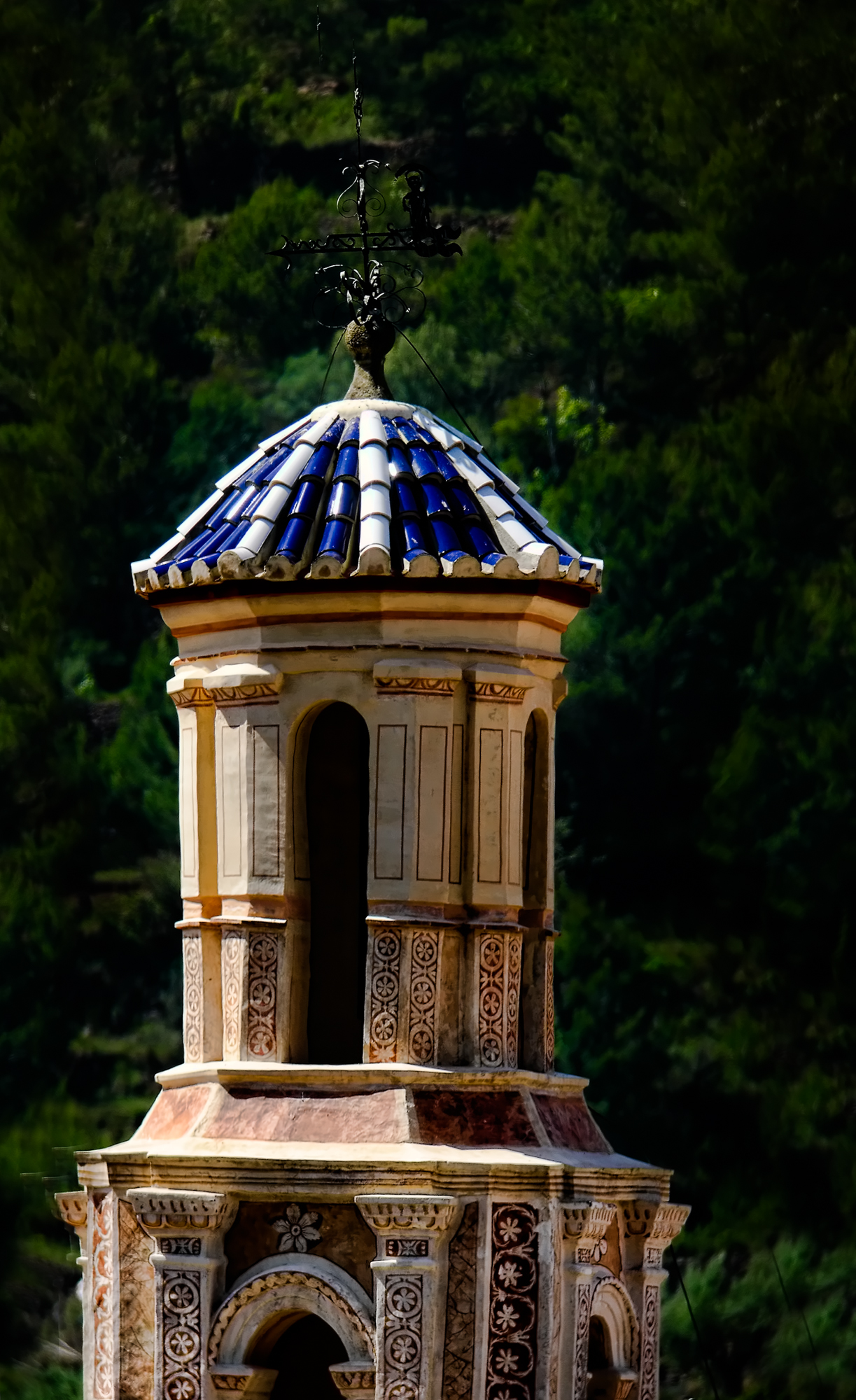
Turm der Vinzenzkirche
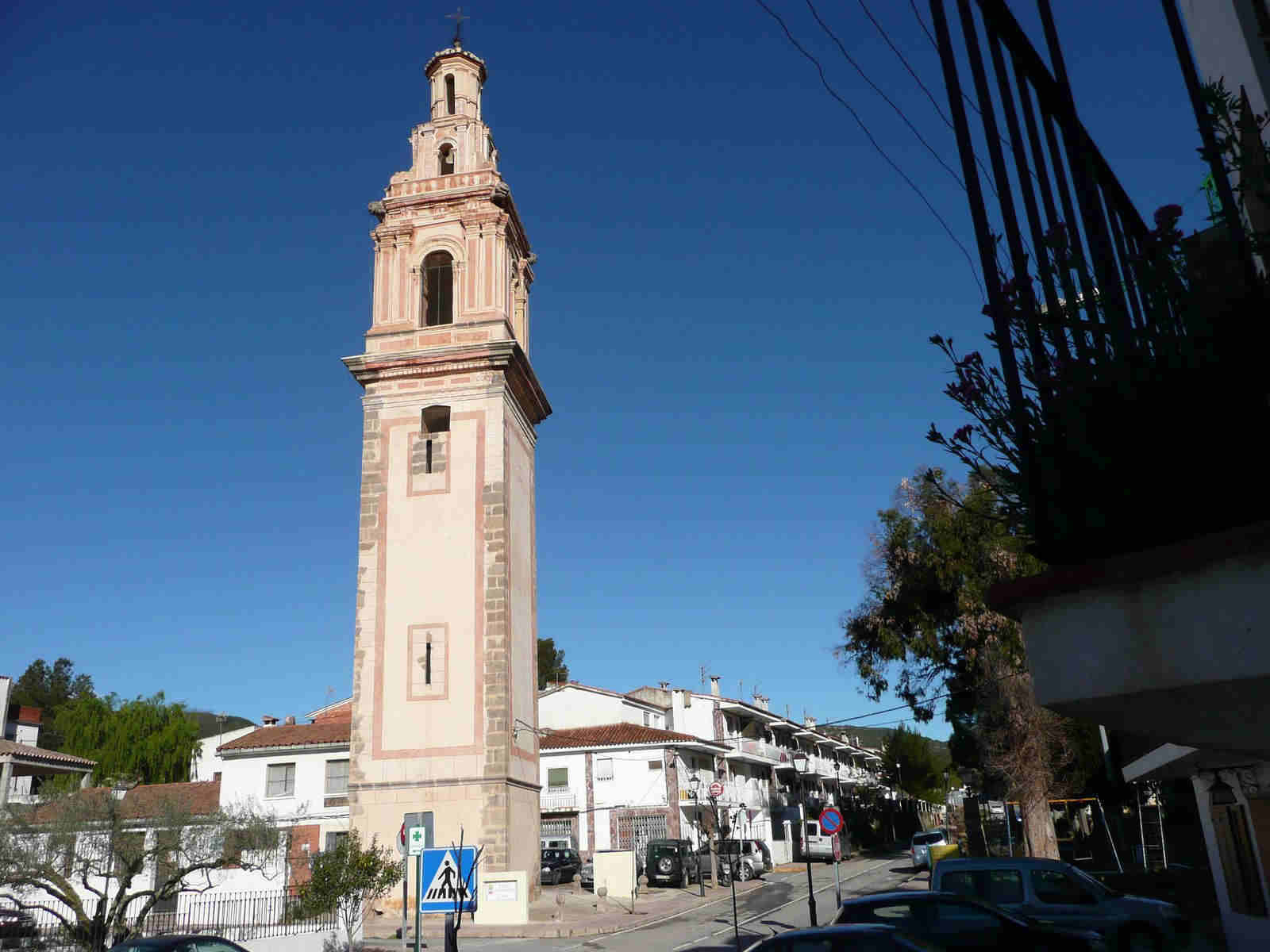
Turm des früheren Dominikanerkonvents